# 第十三号棧橋
『第十三号棧橋』（だいじゅうさんごうさんばし）は、1957年4月9日に公開された日本のサスペンス映画。制作・配給は東映。

## スタッフ
- 原作：今官一『第13号桟橋』
- 監督：小石栄一
- 企画：堀勇雄
- 脚本：八木隆一郎
- 音楽：飯田三郎
- 撮影：星島一郎
- 照明：森沢淑明
- 美術：中村修一郎
- 録音：広上庄三
- 編集：長沢嘉樹

## キャスト
- 矢間大吉：高倉健
- 滝川マリ：中原ひとみ
- 黒田たか子：日高澄子
- 武庫長助：千秋実
- 正子：黒田幸子
- 五味徹：小柴幹治（三条雅也）
- 瀬田半太：山本麟一
- 池田宇吉：石島房太郎
- 川田社長：斎藤紫香
- 谷村：外野村晋
- 佐原銀次：佐原広二
- 芳ベエ：宮田悦子
- かおる：牧幸子
- さそりを持つ船員：大東良
- ボーイ六郎：友野博
- 源次老人：吉川英蘭